# Alberto Wolfgang de Schaumburg-Lippe
Alberto Wolfgang de Schaumburg-Lippe (Bückeburg, 27 de abril de 1699-ibidem, 24 de septiembre de 1748) fue un gobernante del condado de Schaumburg-Lippe.

## Biografía
Nació en Bückeburg, hijo de Federico Cristián de Schaumburg-Lippe y su primera esposa, la condesa Juana Sofía de Hohenlohe-Langenburg (1673-1743). Sucedió a su padre como conde el 13 de junio de 1728. En 1743, se unió a la emperatriz María Teresa I de Austria y dirigió las tropas de Schaumburg-Lippe durante la guerra de sucesión de Austria. Murió en Bückeburg y fue sucedido como conde por su hijo, Federico Guillermo.

## Matrimonios e hijos
Se casó en primeras nupcias con la condesa Margarita Gertrudis de Oeynhausen (1701-1726), hija ilegítima del rey Jorge I de Gran Bretaña y su amante, Ehrengard Melusine de Schulenburg, el 30 de octubre de 1721 en Londres. Tuvieron dos hijos:
- Jorge Guillermo (1722-1742), muerto en un duelo a los 20 años.[1]
- Federico Guillermo (1724-1777), sucesor de su padre como conde de Schaumburg-Lippe.

Se casó en segundas nupcias con la princesa Carlota Federica de Nassau-Siegen (1702-1785), el 26 de abril de 1730 en Varel, la hija mayor de Federico Guillermo Adolfo, príncipe de Nassau-Siegen.
Tuvo al menos dos hijos ilegítimos: August Wolfrath von Campen, quien se casó con la condesa Wilhelmine von Anhalt, hija morganática del príncipe Guillermo Gustavo de Anhalt-Dessau; y, con la condesa Charlotte Sophie de Aldenburg tuvo a Karl Wilhelm Wolfgang von Donop, padre del historiador Georg von Donop. 